# Fioletovo
Fioletovo är en ort i Armenien.   Den ligger i provinsen Lori, i den norra delen av landet, 60 kilometer norr om huvudstaden Jerevan. Fioletovo ligger 1 686 meter över havet och antalet invånare är 1 264.
Terrängen runt Fioletovo är bergig västerut, men österut är den kuperad. Fioletovo ligger nere i en dal. Närmaste större samhälle är Dilijan, 12,4 kilometer öster om Fioletovo. 
Trakten runt Fioletovo består i huvudsak av gräsmarker. Runt Fioletovo är det ganska tätbefolkat, med 129 invånare per kvadratkilometer.